# Prefectura apostólica de Robe
La prefectura apostólica de Robe (en latín: Praefectura Apostolica Roben(sis)) es una circunscripción eclesiástica de rito latino de la Iglesia católica en Etiopía. Desde el 11 de febrero de 2012 su prefecto es Angelo Antolini, O.F.M.Cap.

## Territorio y organización
La prefectura apostólica extiende su jurisdicción sobre los fieles católicos de rito latino residentes en seis woredas (distritos) en la zona de Arsi Occidental en la región de Oromía, trece woredas en la zona Bale en la misma región de Oromía y siete woredas en la zona Afder en la región Somalí.
La sede de la prefectura apostólica está en la ciudad de Robe (o Bale Robe), en donde se encuentra la Catedral de Emanuel.
En 2020 el territorio estaba dividido en 6 parroquias.

## Historia
La prefectura apostólica fue erigida el 11 de febrero de 2012 con la bula Ad expeditius del papa Benedicto XVI, tomando parte del territorio del vicariato apostólico de Meki.

## Prefectos apostólicos
- Angelo Antolini, O.F.M.Cap., desde el 11 de febrero de 2011

## Estadísticas
De acuerdo al Anuario Pontificio 2021 la prefectura apostólica tenía a fines de 2020 un total de 1090 fieles bautizados.
| Año                                                                             | Población            | Población | Población      | Sacerdotes | Sacerdotes    | Sacerdotes    | Bautizados por sacerdote | Diáconos permanentes | Religiosos | Religiosos | Parroquias |
| Año                                                                             | Bautizados católicos | Total     | % de católicos | Total      | Clero secular | Clero regular | Bautizados por sacerdote | Diáconos permanentes | Varones    | Mujeres    | Parroquias |
| ------------------------------------------------------------------------------- | -------------------- | --------- | -------------- | ---------- | ------------- | ------------- | ------------------------ | -------------------- | ---------- | ---------- | ---------- |
| 2012                                                                            | 2000                 | 2 737 512 | 0.1            | 5          | 1             | 4             | 400                      |                      |            | 13         | 4          |
| 2014                                                                            | 850                  | 3 361 183 | 0.0            | 6          | 3             | 3             | 141                      |                      | 4          | 7          | 4          |
| 2017                                                                            | 975                  | 3 531 258 | 0.0            | 5          | 3             | 2             | 195                      |                      | 3          | 8          | 5          |
| 2020                                                                            | 1090                 | 3 751 300 | 0.0            | 5          | 3             | 2             | 218                      |                      | 3          | 11         | 6          |
| Fuente: Catholic-Hierarchy, que a su vez toma los datos del Anuario Pontificio. |                      |           |                |            |               |               |                          |                      |            |            |            |